# أبو ربيع (فلم)
أبو ربيع هو فيلم مصري عرض عام 1973، بطولة فريد شوقي ونجلاء فتحي، ومن إخراج نادر جلال.

## قصة الفيلم
يحاول عثمان وابنه مراد الاستيلاء على أرض كتبها الحاج راغب لابنة أخيه ياسمين، في حين يكون أبو ربيع وصيا عليها. ويستخدمان كافة طرق التحايل والتلاعب على أبو ربيع وياسمين من أجل الاستيلاء على الأرض.

## طاقم التمثيل
- فريد شوقي: (أبو ربيع)
- نجلاء فتحي: (ياسمين)
- صلاح منصور: (عثمان بيه)
- يوسف فخر الدين: (مراد عثمان)
- عبد الرحيم الزرقاني: (الحاج راغب فخر الدين)
- توفيق الدقن: (فتح الله - مدير الأرشيف)
- ليلى جمال: (سلمى)
- محمد صبيح: (رعد)
- علي عز الدين: (عبد الرحمن - المحامي)
- أبو الفتوح عمارة: (سليم)
- جميل عز الدين: (الخواجة يني)
- فتحية علي: (الدادة فاطمة)
- عبد الغني النجدي: (الحاج محمود)
- علي مصطفى: (حلاق الصحة)
- محمود التوني: (الخوجة محسب أفندي)
- مختار الأسود: (غفير عثمان بيه)
- أحمد أبو عبية: (الشيخ عمران)

## فريق العمل
- إخراج: نادر جلال
- قصة: فريد شوقي
- سيناريو وحوار: فريد شوقي
- مدير التصوير: علي خير الله
- مونتاج: صلاح عبد الرازق
- موسيقى تصويرية: فؤاد الظاهري
- إنتاج: أفلام عبير الشرق (فريد شوقي - الشرق الليبية)
- توزيع: أفلام عبير الشرق (فريد شوقي - الشرق الليبية)

## أغاني الفيلم
- سبحان الفتاح، تأليف: حسيب غباشي، ألحان: فؤاد الظاهري
- الغاويين، تأليف: محمد ياسين قاسم، ألحان: فاروق سلامة